# Stenophylax oreinus
Stenophylax oreinus är en nattsländeart som beskrevs av Navás 1921. Stenophylax oreinus ingår i släktet Stenophylax och familjen husmasknattsländor. Inga underarter finns listade i Catalogue of Life.